# Legión de Voluntarios Blancos
La Legión de Voluntarios Blancos fue un grupo de voluntarios rusos blancos que apoyaron a las tropas sublevadas durante la guerra civil española. 

## Historia
Ya a finales de 1936, un grupo de 58 voluntarios anticomunistas, veteranos del regimiento de Lavr Kornílov, cruzaron la frontera francesa para unirse a los franquistas en la llamada "cruzada", bajo el mando del capitán Maksimovich.
Los agentes carlistas reclutaron en París una compañía de rusos blancos, que lucharon con los requetés bajo el mando del general zarista Anton Fok, caído en combate en 1937. En febrero de 1937, el general Nikolái Shinkarenko llegó a España para reunirse con Franco. La legión estaba formada por 70 a 180 hombres, bajo el mando del capitán Vasili Oréjov, perdiendo 34 hombres en el campo de batalla.